# Pepín Bello
Pepín Bello né José Bello Lasierra à Huesca (Espagne) le 13 mai 1904 et mort à Madrid le 11 janvier 2008 , est un écrivain et intellectuel espagnol.

## Biographie
Connu sous le nom de « Pepín Bello », il fut le dernier témoin vivant des fameux amis de la résidence d'étudiants de Madrid, parmi lesquels se trouvaient de nombreux membres de la génération de 27, dont Federico García Lorca, Salvador Dalí, Rafael Alberti et Luis Buñuel, dont il fut un ami intime et avec qui il resta en relation toute sa vie. Il partagea une chambre d'étudiant avec Lorca durant quelques mois dans la résidence.
Pepín Bello est connu sous le nom de « photographe de la génération de 27 » pour avoir réalisé une grande partie des photos conservées de cette époque, tant de la résidence d'étudiant que de leurs rencontres à la fin des années 1920 et jusqu'au début de la guerre civile en 1936.
Fils de l'ingénieur Severino Bello Poëysuan, il fut dès son enfance en contact avec des personnages tels que Joaquín Costa, Ramón y Cajal et Francisco Giner de los Ríos, qui était l'ami de son père. Il intégra la résidence étudiante à 11 ans. Il étudia la médecine et durant la République il eut diverses charges officielles, si bien qu'avant la seconde république espagnole, il avait déjà eu des postes à responsabilité, par exemple lors de l'exposition ibéro-américaine de Séville de 1929, ville où il arriva en 1927 et où il résida jusqu'en 1936. Il connut là-bas Ignacio Sánchez Mejías avec qui il fut très ami. Ignacio Sánchez Mejías, le toréro mythique de la génération 27, mourut lors d'une corrida et García Lorca lui aurait dédié l'un de ses chefs-d'œuvre : Llanto por Ignacio Sánchez Mejías. Pepín Bello fut à Séville organisateur d'un hommage à Gongora.
Enrique Vila-Matas dit de lui qu'« il était l'archétype génial de l'artiste hispanique sans œuvre ». Son activité professionnelle était éloignée de la culture bien qu'il eût gardé le contact avec de nombreux amis de la résidence, comme Alberti.
Durant la Guerre civile espagnole, il resta à Madrid. À la suite de cette guerre il fut conseiller de l'usine hydroélectrique de Huesca. Il eut différentes activités commerciales assez peu réussies, une tannerie à Burgos, ville dans laquelle il avait décidé de vivre seul durant 15 ans, et ensuite, un négoce de moto-cinéma à Madrid avec Antonio Garrigues Díaz-Cañabate, qui fit également faillite. Il prit alors sa retraite.
Il reçut la Médaille d'or du mérite des beaux-arts en 2004. Il mourut le 11 janvier 2008 à 103 ans.

## Œuvre littéraire
- Teatro español de vanguardia, Madrid, Castalia, 2003
- Visita de Richard Wagner a Burgos, Madrid, Amigos de la Residencia de Estudiantes, 2009
- Un cuento putrefacto, Barcelona, Sd·edicions, 2010

## Distinctions et prix
- Grand-croix de l'ordre d'Alphonse X le Sage (2001)
- Médaille d'or du mérite des beaux-arts par le Ministère de l'Éducation, de la Culture et des Sports (2003)[2].
- Prix d'Aragon (2004)